# Singin' in the rain (lied)
Singin' in the rain, soms Singing in the rain, is een lied geschreven door Arthur Freed (tekst) en Nacio Herb Brown (muziek).

## Geschiedenis

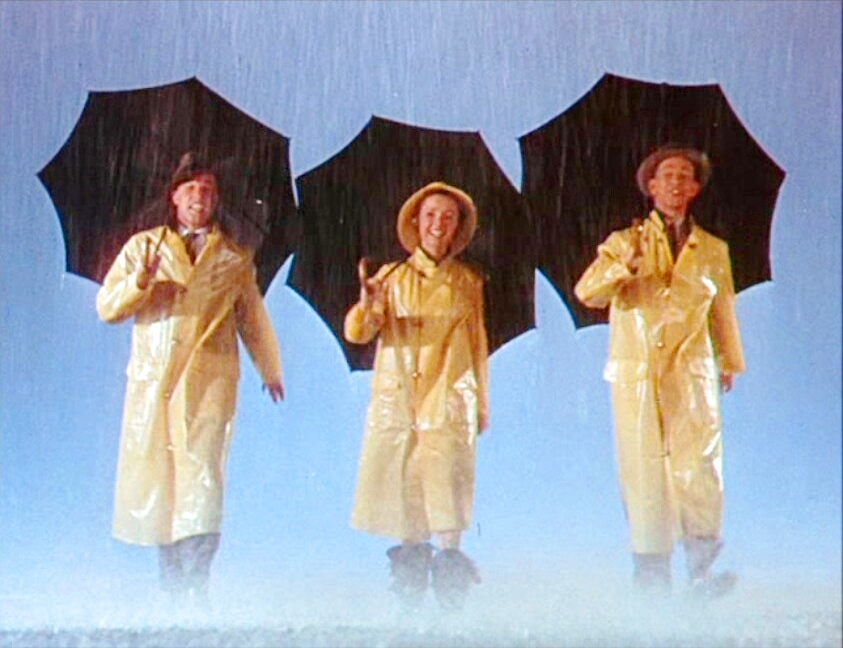
Gene Kelly, Debbie Reynolds en Donald O'Connor (trailer voor de gelijknamige film)

De precieze datering van het lied is verloren gegaan. Er zijn geruchten dat het al in de midden jaren twintig is gezongen, maar de eerstbekende versies zijn van Doris Eaton Travis (uitvoering in de revue The Hollywood Music Box Revue) Cliff Edwards, Brox Sisters, The Rounders en het MGM-koor (uitvoering in musical The Hollywood Revue of 1929) en Gus Arnheim en zijn orkest (opname). Ze zijn van augustus 1929, tevens jaar van uitgave. Daarna kwam direct een stroom covers op gang met Annette Hanshaw, Jimmy Durante (voor de film Speak Easily, 1932), Judy Garland (film Little Nellie Kelly, 1940), maar de grootste bekendheid dankte het lied toch toen Gene Kelly uitbundig danste op dit lied in de film Singin' in the Rain, genoemd naar de song. In de loop der jaren verschenen steeds nieuwe versies en opnamen, waarbij soms ook de taal werd aangepast:
- Spaans: Cantando bajo la lluvia
- Duits: Ich singe nur für dich.

| Nummer met noteringen in de NPO Radio 2 Top 2000 | '99  | '00  | '01  | '02 | '03  | '04  |
| ------------------------------------------------ | ---- | ---- | ---- | --- | ---- | ---- |
| Singin' in the Rain (Gene Kelly)                 | 1354 | 1741 | 1997 | -   | 1780 | 1965 |

1. ↑  Een '-' betekent dat het nummer niet was genoteerd en een vetgedrukt getal geeft de hoogste notering aan.
2. ↑  Deze tabel is bijgewerkt tot en met de laatste editie (2024).

Opmerkelijk aan het lied is dat het te horen is in films, die op het oog niets met elkaar te maken hebben.Stanley Kubrick gebruikte het bijvoorbeeld in A Clockwork Orange tijdens een verkrachtingsscène, Alfred Hitchcock in zijn thriller North by Northwest en Michael Kamen arrangeerde het in zijn filmmuziek voor Die Hard. In de Nederlandse en Vlaamse hitparades belandden de versies van Sheila B. Devotion (1977) en Talk of the Town (1995). De versie van Nederlandse Taco Ockerse haalde in 1982 nog een magere notering in de Belgische en Duitse hitparades.

## Sheila B.
Singin’ in the rain strijdt met Love me baby voor de titel debuutsingle van Sheila B. Devotion, de band rond de Franse zangeres Sheila. De muziekgroep bracht een versie uit in de discostijl en scoorde er redelijk mee.

### Hitnotering

#### Nederlandse Top 40
If I had words van Scott Fitzgerald en Yvonne Keeley met Mull of Kintyre van Wings hielden Sheila van de eerste plaats af.
| Positie: | 27 | 13 | 10 | 6 | 5 | 4 | 3 | 4 | 8 | 23 | 37 | uit |

#### NederlandseNationale Hitparade top 30
| Positie: | 19 | 15 | 5 | 4 | 7 | 7 | 7 | 9 | 19 | uit |

#### BelgischeBRT Top 30
| Positie: | 24 | 6 | 5 | 8 | 4 | 5 | 4 | 5 | 6 | 10 | 6 | 7 | 11 | 9 | 13 | 19 | uit |

#### VlaamseUltratop 30
Het werd van de eerste plaats afgehouden door Vader Abraham met zijn Smurfenlied.
| Positie: | 24 | 13 | 9 | 9 | 4 | 2 | 3 | 5 | 5 | 4 | 4 | 5 | 7 | 9 | 9 | 14 | 28 | uit |

#### NPO Radio 2 Top 2000
Singin' in the Rain (Sheila (and) B. Devotion) stond alleen in 2000 in de NPO Radio 2 Top 2000, op plek 1994.

## Talk of the Town
Talk of the Town genereerde veel minder verkopen. Ze hadden noteringen:
- Nationale Hitpararde (top50): drie weken met een piek op 43
- Nederlandse Top40, vijf weken tipparade